# Mistrovství České republiky v orientačním běhu 1997
5. ročník Mistrovství České republiky v orientačním běhu proběhl v roce 1997 ve čtyřech individuálních a dvou týmových disciplínách.

## Nejúspěšnější závodníci
Pořadí závodníků podle získaných medailí (tzv. olympijského hodnocení) všech mistrovských kategorií (D16 – mladší dorostenky, D18 – starší dorostenky, D20 – juniorky, D21 – ženy, H16 – mladší dorostenci, H18 – starší dorostenci, H20 – junioři, H21 – muži) v individuálních disciplínách v roce 1997. Uvedeni jsou závodníci, kteří získali alespoň dvě medaile a zároveň alespoň jednu zlatou medaili.
| Medailové pořadí závodníků na MČR | Medailové pořadí závodníků na MČR | Medailové pořadí závodníků na MČR | Medailové pořadí závodníků na MČR | Medailové pořadí závodníků na MČR |
| Jméno                             | 1. místo                          | 2. místo                          | 3. místo                          | Celkem                            |
| --------------------------------- | --------------------------------- | --------------------------------- | --------------------------------- | --------------------------------- |
| Lenka Klimplová                   | 3                                 |                                   |                                   | 3                                 |
| Petr Losman                       | 3                                 |                                   |                                   | 3                                 |
| Zuzana Stehnová                   | 2                                 |                                   | 1                                 | 3                                 |
| Kateřina Mikšová                  | 2                                 |                                   | 1                                 | 3                                 |
| Rudolf Ropek                      | 2                                 |                                   |                                   | 2                                 |
| Jana Cieslarová                   | 1                                 | 2                                 |                                   | 3                                 |
| Renata Havrdová                   | 1                                 | 1                                 | 1                                 | 3                                 |
| Zuzana Macúchová                  | 1                                 | 1                                 | 1                                 | 3                                 |
| Michaela Mahdalová                | 1                                 | 1                                 | 1                                 | 3                                 |
| Miroslav Gebas                    | 1                                 | 1                                 |                                   | 2                                 |
| Eva Juřeníková                    | 1                                 | 1                                 |                                   | 2                                 |
| Mária Honzová                     | 1                                 | 1                                 |                                   | 2                                 |
| Vladimír Lučan                    | 1                                 | 1                                 |                                   | 2                                 |
| Tomáš Slováček                    | 1                                 | 1                                 |                                   | 2                                 |
| Radovan Čech                      | 1                                 |                                   | 2                                 | 3                                 |
| Libor Sviečka                     | 1                                 |                                   | 1                                 | 2                                 |

## Mistrovství ČR v nočním OB
| Datum závodu   | 19. 4. 1997 |  | Místo konání    | Slavkovice • aréna |  | Pořadatel       | SK Orientační sporty Nové Město na Moravě |
| Ředitel závodu |             |  | Hlavní rozhodčí |                    |  | Stavitelé tratí | Radan Kamenický                           |
| Název mapy     | Plkoš       |  | Web závodu      |                    |  | Výsledky závodu |                                           |

| Zkrácené výsledky             | Zkrácené výsledky       | Zkrácené výsledky        | Zkrácené výsledky       | Zkrácené výsledky       | Zkrácené výsledky | Zkrácené výsledky       | Zkrácené výsledky        | Zkrácené výsledky       | Zkrácené výsledky       |
| Pořadí                        | H21 – muži              | H21 – muži               | H21 – muži              | H21 – muži              | Pořadí            | D21 – ženy              | D21 – ženy               | D21 – ženy              | D21 – ženy              |
| ----------------------------- | ----------------------- | ------------------------ | ----------------------- | ----------------------- | ----------------- | ----------------------- | ------------------------ | ----------------------- | ----------------------- |
| Zlatá medaile                 | Petr Utinek             | OK Jiskra Nový Bor       | 1:12:08                 |                         | Zlatá medaile     | Jana Cieslarová         | TJ TŽ Třinec             | 50:43                   |                         |
| Stříbrná medaile              | Jan Kučera              | Dukla Liberec            | 1:15:15                 | +3:07                   | Stříbrná medaile  | Mária Honzová           | TJ TŽ Třinec             | 52:44                   | +2:01                   |
| Bronzová medaile              | Jaroslav Rygl           | Dukla Liberec            | 1:16:06                 | +3:58                   | Bronzová medaile  | Iveta Navrátilová       | TJ TŽ Třinec             | 54:24                   | +3:41                   |
| 4                             | Aleš Jirásek            | OK Lokomotiva Pardubice  | 1:16:15                 | +4:07                   | 4                 | Marie Slováková         | OOB TJ Slovan Luhačovice | 1:03:09                 | +12:26                  |
| 5                             | Pavel Brlica            | Silicon Graphics Brno    | 1:19:29                 | +7:21                   | 5                 | Martina Horáčková       | USK Praha                | 1:07:19                 | +16:36                  |
| 6                             | Petr Henych             | OK Jilemnice             | 1:19:35                 | +7:27                   | 6                 | Erika Čepelková         | OK Lokomotiva Pardubice  | 1:16:56                 | +26:13                  |
| 7                             | Pavel Procházka         | TJ SOKOL Plumlov         | 1:19:50                 | +7:42                   | 7                 | Marie Dvorská           | SK OK 24 Praha           | 1:21:55                 | +31:12                  |
| 8                             | Marek Prášil            | OK Jihlava               | 1:21:10                 | +9:02                   | 8                 | Lenka Rázková           | VŠTJ Ekonom Praha        | 1:33:55                 | +43:12                  |
| 9                             | Marek Janků             | Dukla Liberec            | 1:21:51                 | +9:43                   | 9                 | Eva Voborníková         | SK OB Chotěboř           | 1:41:21                 | +50:38                  |
| 10                            | Pavel Pekárek           | VSK Mendelu Brno         | 1:22:38                 | +10:30                  | 10                | Pavla Kašparová         | OK Lokomotiva Pardubice  | 1:43:12                 | +52:29                  |
| Pořadí                        | H20 – junioři           | H20 – junioři            | H20 – junioři           | H20 – junioři           | Pořadí            | D20 – juniorky          | D20 – juniorky           | D20 – juniorky          | D20 – juniorky          |
| Zlatá medaile                 | Zdeněk Procházka        | Oddíl OB Kotlářka        | 57:05                   |                         | Zlatá medaile     | Barbora Chudíková       | OK Jilemnice             | 43:54                   |                         |
| Stříbrná medaile              | Milan Šrůta             | OK Jiskra Nový Bor       | 1:04:23                 | +7:18                   | Stříbrná medaile  | Renata Havrdová         | Sportcentrum Jičín       | 46:13                   | +2:19                   |
| Bronzová medaile              | Roman Paclík            | OK Slavia Hradec Králové | 1:12:46                 | +15:41                  | Bronzová medaile  | Michaela Mahdalová      | OOB TJ Slovan Luhačovice | 48:06                   | +4:12                   |
| Pořadí                        | H18 – starší dorostenci | H18 – starší dorostenci  | H18 – starší dorostenci | H18 – starší dorostenci | Pořadí            | D18 – starší dorostenky | D18 – starší dorostenky  | D18 – starší dorostenky | D18 – starší dorostenky |
| Zlatá medaile                 | Tomáš Slováček          | SKOB Zlín                | 45:46                   |                         | Zlatá medaile     | Lenka Klimplová         | OK Lokomotiva Pardubice  | 37:36                   |                         |
| Stříbrná medaile              | Jan Hovorka             | OK Lokomotiva Pardubice  | 46:39                   | +0:53                   | Stříbrná medaile  | Zuzana Klapková         | SKP Hradec Králové       | 40:01                   | +2:25                   |
| Bronzová medaile              | Štěpán Skripnik         | KOB TRETRA Praha         | 47:15                   | +1:29                   | Bronzová medaile  | Monika Topinková        | SK OK 24 Praha           | 45:50                   | +8:14                   |
| Pořadí                        | H16 – mladší dorostenci | H16 – mladší dorostenci  | H16 – mladší dorostenci | H16 – mladší dorostenci | Pořadí            | D16 – mladší dorostenky | D16 – mladší dorostenky  | D16 – mladší dorostenky | D16 – mladší dorostenky |
| Zlatá medaile                 | Jaromír Vlach           | SOB Olomouc              | 40:09                   |                         | Zlatá medaile     | Zuzana Stehnová         | Oddíl OB Kotlářka        | 29:55                   |                         |
| Stříbrná medaile              | Miroslav Gebas          | SKP Hradec Králové       | 40:17                   | +0:08                   | Stříbrná medaile  | Zuzana Klimplová        | OK Lokomotiva Pardubice  | 30:49                   | +0:54                   |
| Bronzová medaile              | Ondřej Horáček          | OK Chrastava             | 40:35                   | +0:26                   | Bronzová medaile  | Lenka Rybářová          | SKP Hradec Králové       | 34:38                   | +4:43                   |
| << předchozí • následující >> |                         |                          |                         |                         |                   |                         |                          |                         |                         |

Souhrnné informace naleznete v článku Mistrovství České republiky v nočním orientačním běhu.

## Mistrovství ČR na dlouhé trati
| Datum závodu   | 1. 5. 1997    |  | Místo konání    | Běleč nad Orlicí • aréna |  | Pořadatel       | OK Slavia Hradec Králové |
| Ředitel závodu |               |  | Hlavní rozhodčí |                          |  | Stavitelé tratí | Michal Jedlička          |
| Název mapy     | Bělečský mlýn |  | Web závodu      |                          |  | Výsledky závodu |                          |

| Zkrácené výsledky             | Zkrácené výsledky       | Zkrácené výsledky          | Zkrácené výsledky       | Zkrácené výsledky       | Zkrácené výsledky | Zkrácené výsledky       | Zkrácené výsledky          | Zkrácené výsledky       | Zkrácené výsledky       |
| Pořadí                        | H21 – muži              | H21 – muži                 | H21 – muži              | H21 – muži              | Pořadí            | D21 – ženy              | D21 – ženy                 | D21 – ženy              | D21 – ženy              |
| ----------------------------- | ----------------------- | -------------------------- | ----------------------- | ----------------------- | ----------------- | ----------------------- | -------------------------- | ----------------------- | ----------------------- |
| Zlatá medaile                 | Martin Sadílek          | SKOB Zlín                  | 2:21:14                 |                         | Zlatá medaile     | Mária Honzová           | TJ TŽ Třinec               | 1:29:38                 |                         |
| Stříbrná medaile              | Richard Pleticha        | OOB TJ Elektrárny Kadaň    | 2:21:21                 | +0:07                   | Stříbrná medaile  | Iveta Navrátilová       | TJ TŽ Třinec               | 1:35:36                 | +5:58                   |
| Bronzová medaile              | Luboš Matějů            | USK Praha                  | 2:24:24                 | +3:10                   | Bronzová medaile  | Iva Knapová             | OK Lokomotiva Pardubice    | 1:38:10                 | +8:32                   |
| 4                             | Zdeněk Zikmund          | Sportcentrum Jičín         | 2:25:31                 | +4:17                   | 4                 | Marie Slováková         | OOB TJ Slovan Luhačovice   | 1:40:22                 | +10:44                  |
| 5                             | Miroslav Seidl          | VŠTJ Ekonom Praha          | 2:25:43                 | +4:29                   | 5                 | Lenka Rázková           | VŠTJ Ekonom Praha          | 1:40:24                 | +10:46                  |
| 6                             | Jan Boudný              | OK Jihlava                 | 2:25:58                 | +4:44                   | 6                 | Helena Novotná          | OOS TJ Spartak Vrchlabí    | 1:40:28                 | +10:50                  |
| 7                             | Daniel Tomanek          | VSK VŠB TU Ostrava         | 2:28:15                 | +7:01                   | 7                 | Hana Ryglová            | Silicon Graphics Brno      | 1:40:33                 | +10:55                  |
| 8                             | Tomáš Janovský          | SK OK 24 Praha             | 2:31:30                 | +10:16                  | 8                 | Eva Bártová             | SOOB Spartak Rychnov n.Kn. | 1:41:54                 | +12:16                  |
| 9                             | Libor Filip             | SOOB Spartak Rychnov n.Kn. | 2:31:42                 | +10:28                  | 9                 | Veronika Hlinková       | SK OK 24 Praha             | 1:45:00                 | +15:22                  |
| 10                            | Radim Ondráček          | Silicon Graphics Brno      | 2:32:25                 | +11:11                  | 10                | Pavla Marvanová         | VSK Mendelu Brno           | 1:45:35                 | +15:57                  |
| Pořadí                        | H20 – junioři           | H20 – junioři              | H20 – junioři           | H20 – junioři           | Pořadí            | D20 – juniorky          | D20 – juniorky             | D20 – juniorky          | D20 – juniorky          |
| Zlatá medaile                 | Vladimír Lučan          | USK Praha                  | 1:47:09                 |                         | Zlatá medaile     | Kateřina Mikšová        | SK Praga                   | 1:26:08                 |                         |
| Stříbrná medaile              | Radek Ticháček          | Sportcentrum Jičín         | 1:52:11                 | +5:02                   | Stříbrná medaile  | Eva Juřeníková          | SKOB Ostrava               | 1:28:25                 | +2:17                   |
| Bronzová medaile              | Radovan Čech            | KOS TJ Tesla Brno          | 1:53:31                 | +6:22                   | Bronzová medaile  | Bohdana Térová          | OK Doksy                   | 1:32:42                 | +6:34                   |
| Pořadí                        | H18 – starší dorostenci | H18 – starší dorostenci    | H18 – starší dorostenci | H18 – starší dorostenci | Pořadí            | D18 – starší dorostenky | D18 – starší dorostenky    | D18 – starší dorostenky | D18 – starší dorostenky |
| Zlatá medaile                 | Petr Losman             | SKP Hradec Králové         | 1:29:32                 |                         | Zlatá medaile     | Zuzana Macúchová        | Oddíl OB Kotlářka          | 1:07:40                 |                         |
| Stříbrná medaile              | Michal Černý            | SKP Hradec Králové         | 1:31:15                 | +1:43                   | Stříbrná medaile  | Michaela Skoumalová     | KOB Konice                 | 1:09:58                 | +2:18                   |
| Bronzová medaile              | Jiří Kazda              | Sportcentrum Jičín         | 1:32:26                 | +2:54                   | Bronzová medaile  | Zdenka Stará            | TJ Baník Ostrava OKD       | 1:11:37                 | +3:57                   |
| << předchozí • následující >> |                         |                            |                         |                         |                   |                         |                            |                         |                         |

Souhrnné informace naleznete v článku Mistrovství České republiky v orientačním běhu na dlouhé trati.

## Mistrovství ČR na klasické trati
| Datum závodu   | 21. 9. 1997 |  | Místo konání    | Vyšší Brod - Martínkov • aréna |  | Pořadatel       | USK Praha    |
| Ředitel závodu |             |  | Hlavní rozhodčí |                                |  | Stavitelé tratí | Martin Škvor |
| Název mapy     | Martínkov   |  | Web závodu      |                                |  | Výsledky závodu |              |

| Zkrácené výsledky             | Zkrácené výsledky       | Zkrácené výsledky            | Zkrácené výsledky       | Zkrácené výsledky       | Zkrácené výsledky | Zkrácené výsledky       | Zkrácené výsledky        | Zkrácené výsledky       | Zkrácené výsledky       |
| Pořadí                        | H21 – muži              | H21 – muži                   | H21 – muži              | H21 – muži              | Pořadí            | D21 – ženy              | D21 – ženy               | D21 – ženy              | D21 – ženy              |
| ----------------------------- | ----------------------- | ---------------------------- | ----------------------- | ----------------------- | ----------------- | ----------------------- | ------------------------ | ----------------------- | ----------------------- |
| Zlatá medaile                 | Rudolf Ropek            | Dukla Liberec                | 1:34:10                 |                         | Zlatá medaile     | Eva Juřeníková          | SKOB Ostrava             | 1:12:56                 |                         |
| Stříbrná medaile              | Tomáš Prokeš            | Dukla Liberec                | 1:38:47                 | +4:37                   | Stříbrná medaile  | Jana Cieslarová         | TJ TŽ Třinec             | 1:14:02                 | +1:06                   |
| Bronzová medaile              | Michal Jedlička         | USK Praha                    | 1:40:05                 | +5:55                   | Bronzová medaile  | Kateřina Mikšová        | SK Praga                 | 1:17:31                 | +4:35                   |
| 4                             | Václav Zakouřil         | USK Praha                    | 1:40:39                 | +6:29                   | 4                 | Olga Lepšíková          | OK Jiskra Nový Bor       | 1:18:19                 | +5:23                   |
| 5                             | Radek Novotný           | SKP Hradec Králové           | 1:43:49                 | +9:39                   | 5                 | Iveta Navrátilová       | TJ TŽ Třinec             | 1:18:47                 | +5:51                   |
| 6                             | Zdeněk Zuzánek          | OOB TJ Tatran Jablonec n. N. | 1:44:02                 | +9:52                   | 6                 | Mária Honzová           | TJ TŽ Třinec             | 1:20:05                 | +7:09                   |
| 7                             | Luboš Matějů            | USK Praha                    | 1:44:52                 | +10:42                  | 7                 | Kateřina Pracná         | Silicon Graphics Brno    | 1:21:02                 | +8:06                   |
| 8                             | Martin Macek            | OK 99 Hradec Králové         | 1:45:32                 | +11:22                  | 8                 | Iva Knapová             | OK Lokomotiva Pardubice  | 1:22:08                 | +9:12                   |
| 9                             | Petr Kozák              | USK Praha                    | 1:45:38                 | +11:28                  | 9                 | Hana Lejsková           | SK OK 24 Praha           | 1:23:35                 | +10:39                  |
| 10                            | Zdeněk Zikmund          | Sportcentrum Jičín           | 1:46:18                 | +12:08                  | 10                | Hana Ryglová            | Silicon Graphics Brno    | 1:25:21                 | +12:25                  |
| Pořadí                        | H20 – junioři           | H20 – junioři                | H20 – junioři           | H20 – junioři           | Pořadí            | D20 – juniorky          | D20 – juniorky           | D20 – juniorky          | D20 – juniorky          |
| Zlatá medaile                 | Radovan Čech            | KOS TJ Tesla Brno            | 1:22:04                 |                         | Zlatá medaile     | Michaela Mahdalová      | OOB TJ Slovan Luhačovice | 1:05:08                 |                         |
| Stříbrná medaile              | Vladimír Lučan          | USK Praha                    | 1:25:59                 | +3:55                   | Stříbrná medaile  | Petra Hlinková          | SK OK 24 Praha           | 1:13:49                 | +8:41                   |
| Bronzová medaile              | Milan Šrůta             | OK Jiskra Nový Bor           | 1:27:42                 | +5:38                   | Bronzová medaile  | Renata Havrdová         | Sportcentrum Jičín       | 1:15:48                 | +10:40                  |
| Pořadí                        | H18 – starší dorostenci | H18 – starší dorostenci      | H18 – starší dorostenci | H18 – starší dorostenci | Pořadí            | D18 – starší dorostenky | D18 – starší dorostenky  | D18 – starší dorostenky | D18 – starší dorostenky |
| Zlatá medaile                 | Petr Losman             | OK 99 Hradec Králové         | 1:14:20                 |                         | Zlatá medaile     | Lenka Klimplová         | OK Lokomotiva Pardubice  | 59:36                   |                         |
| Stříbrná medaile              | Tomáš Slováček          | SKOB Zlín                    | 1:16:46                 | +2:26                   | Stříbrná medaile  | Monika Topinková        | SK OK 24 Praha           | 1:02:18                 | +2:42                   |
| Bronzová medaile              | Tomáš Udržal            | OK Lokomotiva Pardubice      | 1:17:09                 | +2:49                   | Bronzová medaile  | Zuzana Macúchová        | Oddíl OB Kotlářka        | 1:02:48                 | +3:12                   |
| Pořadí                        | H16 – mladší dorostenci | H16 – mladší dorostenci      | H16 – mladší dorostenci | H16 – mladší dorostenci | Pořadí            | D16 – mladší dorostenky | D16 – mladší dorostenky  | D16 – mladší dorostenky | D16 – mladší dorostenky |
| Zlatá medaile                 | Miroslav Gebas          | OK 99 Hradec Králové         | 56:32                   |                         | Zlatá medaile     | Zuzana Stehnová         | Oddíl OB Kotlářka        | 56:26                   |                         |
| Stříbrná medaile              | Ondřej Kazda            | Sportcentrum Jičín           | 57:19                   | +0:47                   | Stříbrná medaile  | Zuzana Klimplová        | OK Lokomotiva Pardubice  | 58:45                   | +2:19                   |
| Bronzová medaile              | Libor Sviečka           | SKOB Zlín                    | 58:11                   | +1:39                   | Bronzová medaile  | Vendula Klechová        | OK Jilemnice             | 59:51                   | +3:25                   |
| << předchozí • následující >> |                         |                              |                         |                         |                   |                         |                          |                         |                         |

Souhrnné informace naleznete v článku Mistrovství České republiky v orientačním běhu na klasické trati.

## Mistrovství ČR na krátké trati
| Datum závodu   | 22. 9. 1997 |  | Místo konání    | Český Krumlov - Vyšný • aréna |  | Pořadatel       | SK OK 24 Praha   |
| Ředitel závodu |             |  | Hlavní rozhodčí |                               |  | Stavitelé tratí | Martin Tichovský |
| Název mapy     | Granátník   |  | Web závodu      |                               |  | Výsledky závodu |                  |

| Zkrácené výsledky             | Zkrácené výsledky       | Zkrácené výsledky                    | Zkrácené výsledky       | Zkrácené výsledky       | Zkrácené výsledky | Zkrácené výsledky       | Zkrácené výsledky        | Zkrácené výsledky       | Zkrácené výsledky       |
| Pořadí                        | H21 – muži              | H21 – muži                           | H21 – muži              | H21 – muži              | Pořadí            | D21 – ženy              | D21 – ženy               | D21 – ženy              | D21 – ženy              |
| ----------------------------- | ----------------------- | ------------------------------------ | ----------------------- | ----------------------- | ----------------- | ----------------------- | ------------------------ | ----------------------- | ----------------------- |
| Zlatá medaile                 | Rudolf Ropek            | Dukla Liberec                        | 23:39                   |                         | Zlatá medaile     | Kateřina Mikšová        | SK Praga                 | 20:54                   |                         |
| Stříbrná medaile              | Michal Besta            | VSK VŠB TU Ostrava                   | 24:35                   | +0:56                   | Stříbrná medaile  | Jana Cieslarová         | TJ TŽ Třinec             | 22:33                   | +1:39                   |
| Bronzová medaile              | Martin Macek            | OK 99 Hradec Králové                 | 24:45                   | +1:06                   | Bronzová medaile  | Olga Lepšíková          | OK Jiskra Nový Bor       | 22:34                   | +1:40                   |
| 4                             | Tomáš Podmolík          | SKOB Zlín                            | 24:49                   | +1:10                   | 4                 | Martina Horáčková       | USK Praha                | 23:58                   | +3:04                   |
| 5                             | Miroslav Seidl          | VŠTJ Ekonom Praha                    | 25:00                   | +1:21                   | 5                 | Kristýna Bořánková      | USK Praha                | 24:03                   | +3:09                   |
| 6                             | Michal Jedlička         | USK Praha                            | 25:16                   | +1:37                   | 6                 | Eva Juřeníková          | SKOB Ostrava             | 24:42                   | +3:48                   |
| 7                             | Tomáš Prokeš            | Dukla Liberec                        | 25:18                   | +1:39                   | 7                 | Petra Novotná           | OK 99 Hradec Králové     | 24:58                   | +4:04                   |
| 8                             | Radim Ondráček          | Silicon Graphics Brno                | 25:22                   | +1:43                   | 8                 | Iveta Navrátilová       | TJ TŽ Třinec             | 25:56                   | +5:02                   |
| 9                             | Václav Zakouřil         | USK Praha                            | 25:25                   | +1:46                   | 9                 | Kateřina Pracná         | Silicon Graphics Brno    | 26:16                   | +5:22                   |
| 10                            | Petr Vítek              | SOOB Spartak Rychnov n.Kn.           | 25:29                   | +1:50                   | 10                | Mária Honzová           | TJ TŽ Třinec             | 26:51                   | +5:57                   |
| Pořadí                        | H20 – junioři           | H20 – junioři                        | H20 – junioři           | H20 – junioři           | Pořadí            | D20 – juniorky          | D20 – juniorky           | D20 – juniorky          | D20 – juniorky          |
| Zlatá medaile                 | Michal Horáček          | OK Chrastava                         | 22:28                   |                         | Zlatá medaile     | Renata Havrdová         | Sportcentrum Jičín       | 23:58                   |                         |
| Stříbrná medaile              | Lukáš Přinda            | Slavia Liberec orienteering          | 23:05                   | +0:37                   | Stříbrná medaile  | Michaela Mahdalová      | OOB TJ Slovan Luhačovice | 24:27                   | +0:29                   |
| Bronzová medaile              | Radovan Čech            | KOS TJ Tesla Brno                    | 23:07                   | +0:39                   | Bronzová medaile  | Pavla Fialová           | USK Praha                | 24:36                   | +0:38                   |
| Pořadí                        | H18 – starší dorostenci | H18 – starší dorostenci              | H18 – starší dorostenci | H18 – starší dorostenci | Pořadí            | D18 – starší dorostenky | D18 – starší dorostenky  | D18 – starší dorostenky | D18 – starší dorostenky |
| Zlatá medaile                 | Petr Losman             | OK 99 Hradec Králové                 | 19:18                   |                         | Zlatá medaile     | Lenka Klimplová         | OK Lokomotiva Pardubice  | 20:55                   |                         |
| Stříbrná medaile              | Lubomír Tomeček         | Sportovní klub ve Vrbně pod Pradědem | 20:03                   | +0:45                   | Stříbrná medaile  | Zuzana Macúchová        | Oddíl OB Kotlářka        | 21:28                   | +0:33                   |
| Bronzová medaile              | Pavel Hovorka           | OK Lokomotiva Pardubice              | 20:14                   | +0:56                   | Bronzová medaile  | Hana Staňková           | SKOB Zlín                | 22:18                   | +1:23                   |
| Pořadí                        | H16 – mladší dorostenci | H16 – mladší dorostenci              | H16 – mladší dorostenci | H16 – mladší dorostenci | Pořadí            | D16 – mladší dorostenky | D16 – mladší dorostenky  | D16 – mladší dorostenky | D16 – mladší dorostenky |
| Zlatá medaile                 | Libor Sviečka           | SKOB Zlín                            | 18:32                   |                         | Zlatá medaile     | Blanka Folprechtová     | OOB TJ Turnov            | 19:22                   |                         |
| Stříbrná medaile              | Jan Mrázek              | Oddíl OB Kotlářka                    | 19:01                   | +0:29                   | Stříbrná medaile  | Vendula Klechová        | OK Jilemnice             | 19:43                   | +0:21                   |
| Bronzová medaile              | Jakub Novotný           | KOB Konice                           | 19:59                   | +1:27                   | Bronzová medaile  | Zuzana Stehnová         | Oddíl OB Kotlářka        | 19:56                   | +0:34                   |
| << předchozí • následující >> |                         |                                      |                         |                         |                   |                         |                          |                         |                         |

Souhrnné informace naleznete v článku Mistrovství České republiky v orientačním běhu na krátké trati.

## Mistrovství ČR štafet
| Datum závodu   | 28. 9. 1997  |  | Místo konání    | Řásná u Telče • aréna |  | Pořadatel       | KOS TJ Tesla Brno |
| Ředitel závodu |              |  | Hlavní rozhodčí |                       |  | Stavitelé tratí | Jiří Urválek      |
| Název mapy     | Javořice 837 |  | Web závodu      |                       |  | Výsledky závodu |                   |

| Zkrácené výsledky             | Zkrácené výsledky                                                | Zkrácené výsledky | Zkrácené výsledky | Zkrácené výsledky | Zkrácené výsledky                                                                      | Zkrácené výsledky | Zkrácené výsledky | Zkrácené výsledky | Zkrácené výsledky |
| Pořadí                        | H21 – muži                                                       | H21 – muži        | H21 – muži        | Pořadí            | D21 – ženy                                                                             | D21 – ženy        | D21 – ženy        |                   |                   |
| ----------------------------- | ---------------------------------------------------------------- | ----------------- | ----------------- | ----------------- | -------------------------------------------------------------------------------------- | ----------------- | ----------------- | ----------------- | ----------------- |
| Zlatá medaile                 | USK Praha Petr Kozák Petr Bořánek Michal Jedlička                | 2:53:32           |                   | Zlatá medaile     | TJ TŽ Třinec Mária Honzová Iveta Navrátilová Jana Cieslarová                           | 2:03:16           |                   |                   |                   |
| Stříbrná medaile              | OK 99 Hradec Králové Aleš Drahoňovský Radek Novotný Martin Macek | 2:54:43           | +1:11             | Stříbrná medaile  | SKOB Ostrava Gabriela Orálková Bohdana Térová Eva Juřeníková                           | 2:09:29           | +6:13             |                   |                   |
| Bronzová medaile              | Dukla Liberec Libor Zřídkaveselý Tomáš Prokeš Rudolf Ropek       | 2:54:55           | +1:23             | Bronzová medaile  | SOOB Spartak Rychnov n.Kn. Jana Kuncová Eva Bártová Marcela Klapalová                  | 2:09:41           | +6:25             |                   |                   |
| 4                             | KOS TJ Tesla Brno Robert Heczko Ivo Habán Radovan Čech           | 2:55:04           | +1:32             | Bronzová medaile  | SOOB Spartak Rychnov n.Kn. Magdalena Ryšavá Hana Lejsková Petra Hlinková               | 2:09:41           | +6:25             |                   |                   |
| 5                             | SKOB Zlín Martin Sadílek Tomáš Podmolík Evžen Pekárek            | 2:59:53           | +6:21             | 5                 | OOB TJ Slovan Luhačovice Marie Slováková Dagmar Hubáčková Michaela Mahdalová           | 2:13:58           | +10:42            |                   |                   |
| Pořadí                        | H18 – dorostenci                                                 | H18 – dorostenci  | H18 – dorostenci  | Pořadí            | D18 – dorostenky                                                                       | D18 – dorostenky  | D18 – dorostenky  |                   |                   |
| Zlatá medaile                 | OK 99 Hradec Králové Miroslav Gebas Michal Tihon Petr Losman     | 2:17:28           |                   | Zlatá medaile     | OK Lokomotiva Pardubice Marta Štěrbová Lenka Klimplová Zdenka Stará                    | 1:49:41           |                   |                   |                   |
| Stříbrná medaile              | SKOB Zlín Libor Sviečka Tomáš Slováček Michal Smola              | 2:21:54           | +4:26             | Stříbrná medaile  | Oddíl OB Kotlářka Lucie Waldová Zuzana Stehnová Zuzana Macúchová                       | 1:50:36           | +0:55             |                   |                   |
| Bronzová medaile              | OK Lokomotiva Pardubice Tomáš Udržal Jan Hovorka Pavel Hovorka   | 2:26:38           | +9:10             | Bronzová medaile  | Sportovní klub ve Vrbně pod Pradědem Radmila Pospíšilová Pavla Kolářová Dana Javůrková | 1:52:20           | +2:39             |                   |                   |
| << předchozí • následující >> |                                                                  |                   |                   |                   |                                                                                        |                   |                   |                   |                   |

Souhrnné informace naleznete v článku Mistrovství České republiky v orientačním běhu štafet.

## Mistrovství ČR klubů a oblastních výběrů
| Datum závodu   | 29. 9. 1997  |  | Místo konání    | Řásná u Telče • aréna |  | Pořadatel       | KOS TJ Tesla Brno |
| Ředitel závodu |              |  | Hlavní rozhodčí |                       |  | Stavitelé tratí | Jiří Urválek      |
| Název mapy     | Javořice 837 |  | Web závodu      |                       |  | Výsledky závodu |                   |

| Zkrácené výsledky             | Zkrácené výsledky | Zkrácené výsledky | Zkrácené výsledky | Zkrácené výsledky | Zkrácené výsledky | Zkrácené výsledky | Zkrácené výsledky | Zkrácené výsledky | Zkrácené výsledky |
| Pořadí                        | DH21 - dospělí | DH21 - dospělí    | DH21 - dospělí    | Pořadí            | DH18 - dorost | DH18 - dorost     | DH18 - dorost     |                   |                   |
| ----------------------------- | --- | ----------------- | ----------------- | ----------------- | --- | ----------------- | ----------------- | ----------------- | ----------------- |
| Zlatá medaile                 | OK 99 Hradec Králové Aleš Drahoňovský Petra Novotná Milan Novotný Iva Navrátilová Radek Novotný Marcela Kubatková Martin Macek          | 5:01:24           |                   | Zlatá medaile     | OK 99 Hradec Králové Miroslav Gebas Veronika Běhounová Michal Černý Lenka Rybářová Michal Tihon Lucie Šolínová Petr Losman                    | 4:15:08           |                   |                   |                   |
| Stříbrná medaile              | USK Praha Tomáš Zakouřil Šárka Valášková Petr Kozák Pavla Fialová Petr Bořánek Kristýna Bořánková Michal Jedlička                       | 5:06:22           | +4:58             | Stříbrná medaile  | OK Lokomotiva Pardubice Tomáš Udržal Zuzana Klimplová Bejr Zdenka Stará Pavel Hovorka Lenka Klimplová Jan Hovorka                             | 4:16:09           | +1:01             |                   |                   |
| Bronzová medaile              | USK Praha Vladimír Lučan Marie Patočková Luboš matějů Magda Horová Kamil Arnošt Martina Horáčková Václav Zakouřil                       | 5:07:02           | +5:38             | Bronzová medaile  | Oddíl OB Kotlářka Jan Mrázek Lucie Waldová Václav Hošek Zuzana Stehnová Jiří Mrázek Zuzana Macúchová Štěpán Skripnik                          | 4:24:44           | +9:36             |                   |                   |
| 4                             | OOB TJ Slovan Luhačovice David Hanslian Marie Slováková Petr Vavrys Dagmar Hubáčková Zdeněk Zuzánek Michaela Mahdalová Stanislav Mudrák | 5:10:28           | +9:04             | 4                 | OOB TJ Turnov Daniel Kulhavý Michaela Kulhavá Ondřej Konopáč Blanka Folprechtová Tomáš Havel Michaela Omová Jakub Oma                         | 4:31:24           | +16:16            |                   |                   |
| 5                             | VSK VŠB TU Ostrava Richard Klech Andrea Pěčková Michal Besta Pavla Sedlářová Daniel Tomanek Eva Matoušková Pavel Košárek                | 5:10:40           | +9:16             | 5                 | Sportovní klub ve Vrbně pod Pradědem Daniel Kolář Radmila Pospíšilová Jiří Obadal Radka Staščíková Lubomír Tomeček Dana Javůrková Radek Hojgr | 4:32:04           | +16:56            |                   |                   |
| << předchozí • následující >> | |                   |                   |                   | |                   |                   |                   |                   |

Souhrnné informace naleznete v článku Mistrovství České republiky v orientačním běhu klubů a oblastních výběrů.